# El arca (2007)
El arca é um filme animado argentino de 2007, que foi dirigido por Juan Pablo Buscarini. O filme mostra a história da arca de Noé com animais antropomórficos, concentra-se mais no ponto de vista dos animais. A narrativa segue a história bíblica, mas tanto os humanos como os animais são vistos como criaturas que conseguem se comunicar entre elas, e quando Noé põe os animais em seu arca, começa a te problemas dos carnívoros que querem se comer ou se brigar uns com outros.
No começo o orçamento para a produção do filme iria ser de 1 milhão de dólares estadunidenses, mas o Buscarini convenceu a Patagonik Filme Group de que com esse orçamento não conseguiriam competir com os filmes estrangeiros, e assim o orçamento aumentou consideravelmente, passando a ser um dos filmes animados mais caros da história da Argentina. O filme foi estreado em 5 de julho de 2007 na Argentina e o 20 de dezembro de 2007 em Espanha.

## Os Personagens[4]
- Noé: Homem de fé e coprotagonista do filme. O eleito de Deus por sua inesgotável bondade num mundo moralmente devastado. Tal é sua fé no mandato celestial que sem descanso construirá a mais impressionante nave que qualquer possa imaginar, convertendo no precursor de toda a indústria naval.
- Xiro: Um leão que é o Protagonista principal do longa, antes de entrar na Arca, Xiro, o príncipe herdeiro, só tinha três preocupações: As suas várias namoradas, os seus músculos e sua cabeleira.
- Kairel: É secretamente apaixonada pelo príncipe Xiro, ela vai o ajudar a se converter no rei capaz de unir a animais e humanos, para encontrar juntos o caminho para o Novo Mundo.
- Jafet, Sem e Cam: Noé tem três filhos, o inteligente Jafet, o nobre Sem e o enérgico Cam. Da soma dos três irmãos sairia um filho único perfeito.
- Miriam, Sara e Edith: As noras de Noé, como era de esperar, se levam mau entre elas.
- Bombay: massagista pessoal e conselheiro espiritual de Xiro, será o receptor de suas primeiras concessões a bordo.
- Farfán e Esther: Os vivem aproveitando da bondade do pobre Noé. Quando o mundo foi inundado por completo, eles escolheram se disfarçar com peles de animais para subir a bordo da arca, vestidos de uma nova e exótica espécie, os "Saltafontes".
- Os Vilões: São liderados pelo tigre-de-bengala Dagnino. Todo vilão sempre tem uma equipe de briguentos ao seu redor. Neste caso, são Coco, o crocodilo, Cachito, o puma, Patricio, o abutre, Ludo, o lobo, e Panty, a pantera negra, que não têm a menor intenção de levar uma vida vegetariana a bordo.
- Álvaro: Um porco quem é Amigo de Xiro.

## Dubladores (vozes)
| Personagem    | Actor de voz (Argentina) · | Actor de doblaje (Espanha) · |
| ------------- | -------------------------- | ---------------------------- |
| Noé           | Juan Carlos Mesa           | Florentino Fernández         |
| Farfán        | Jorge Guinzburg            | Carlos Ysbert                |
| Jafet         | Alejandro Fantino          | David Robles                 |
| Miriam        | Mariana Fabbiani           | Belén Rodríguez              |
| Kairel        | Lucila Gómez               | Natalia                      |
| Xiro          | Mariano Chiesa             | Florentino Fernández         |
| Cachito       | Alejandro Dolina           | José Padilla                 |
| Reina Oriana  | Magdalena Ruiz Guiñazú     | Conchita Núñez               |
| Loro Pity     | Lalo Mir                   | Juan Carlos Lozano           |
| Rey León Sabú | Rolo Villar                | Aparicio Rivero              |
| Cerdo Chancho | David Rotemberg            | Juan Carlos Lozano           |
| Leona Bruma   | Carolina Ibarra            | Inés Blázquez                |
| Palomo Pepe   | Diego Topa                 | Fernando Cabrera             |
| Bombay        | Gustavo Bonfigli           | Juan Rueda                   |
| Dios          | Enrique Porcellana         | Alfredo Landa                |
| Ángel         | Diego Brizzi               | Adolfo Moreno                |
| Pantera Panty | Mara Campanelli            | Mercedes Cepeda              |
| Ludo          | Alejandro Outeyral         | José Luis Angulo             |

## IMDb
A nota de El arca no Imdb é 5,1, de 578 avaliações.